# Ostfriesische Nachrichten (Vereinigte Staaten)
Ostfriesische Nachrichten (ab 1944 Ostfriesen-Zeitung) war eine deutschsprachige Zeitung in den Vereinigten Staaten, die von 1882 bis 1971 erschien. Sie war das einzige nichtkirchliche Blatt in Nordamerika, das von Ostfriesen verbreitet und von ostfriesischen Familien in den USA und Ostfriesland gelesen wurde.
Der Pastor Lübke Hündling gründete die Zeitung 1882 in Breda (Iowa), einem Zentrum der ostfriesischen Einwanderung in die Vereinigten Staaten. Die erste Ausgabe erschien am 1. Januar 1882. Anschließend kam die Zeitung zunächst 14-täglich, später am 1., 10. und 20. jeden Monats heraus. Auf vier Seiten enthielt sie Nachrichten aus verschiedenen Ostfriesischen Siedlungen in den Vereinigten Staaten sowie Nachrichten aus Dörfern in Ostfriesland. Die Neubürger der Vereinigten Staaten konnten so weiter Verbindung zu ihrer alten Heimat halten, da die Zeitung Leser in Ostfriesland und den Staaten hatte.
Kurz vor dem Ersten Weltkrieg hatte sie über 9.000 Abonnenten und war eine wichtige Einnahmequelle für Pastor Hündling. Mit Beginn des Zweiten Weltkrieges sank die Zahl der Abonnenten schlagartig um die Leser in Deutschland, denen die Zeitung nicht mehr zugestellt werden konnte. Am 15. September 1944 wurde das Blatt in Ostfriesen-Zeitung umbenannt. Bis zum Ende des Krieges sank die Zahl der Abonnenten auf 2.170. In den Folgejahren konnte keine Auflageerhöhung erreicht werden. 1971 wurde die Zeitung schließlich eingestellt. Die letzte Ausgabe vom Dezember 1971 wurde in alle 50 Staaten der USA und 41 andere Länder verteilt.
Wegen ihrer vielen Familienanzeigen gilt die Zeitung heute für Genealogen als wichtige Quelle. Seit 2022 sind viele digitalisierte Ausgaben über ein Online-Archiv abrufbar.